# Васка Биджова-Гайдова
Васка Биджова-Гайдова (на македонска литературна норма: Васка Биџова-Гајдова) е известна оперна певица, сопран, от Република Македония.

## Биография
Родена е на 26 юни 1924 година в Прилеп, тогава в Сърбо-хърватско-словенското кралство, днес в Северна Македония. Завършва средно музикално училище в Скопие в класа на Нина Монастри-Кунели и в 1951 година дебютира на сцената на операта при Македонския народен театър в ролята на Кралицата на нощта от операта „Вълшебната флейта“. Продължава да усъвършенства гласа си при Юлиус Бетето в Любляна. От 1956 до 1958 година като стипендиант на скопското правителство на Влада учи в Академията за музиклни и приложни изкуства във Виена при проф. Мария Брант. Оттогава пее в много роли:
- Каролина („Таен брак“, 1952);
- Розина („Севилският бръснар“, 1954);
- Оскар („Бал с маски“, 1955);
- Адина („Любовен еликсир“);
- Констанца („Отвличане от сарая“, 1959);
- Олимпия („Хофманови приказки“, 1965);
- Мис Уордсуърт („Алберт Херинг“, 1970);
- Фьордилиджи („Така правят всички“, 1972);
- Евридика („Орфей и Евридика“, 1973);
- Лучия („Лучия ди Ламермур“);
- Джилда („Риголето“, 1974).

Биджова има изключително хубав глас, с който успява да изрази и най-тънките чувства на героините си. Тя прави успешни трактовки както на старите италиански майстори, така и на германския авангард на македонската концертна сцена.
Умира на 5 септември 2014 година в Скопие.

## Награди
- Награда „11 октомври“ за цялостно творчество (1974);
- „Златна лира“ на Съюза на музикалните артисти на Югославия (1979).